# Жёлтый неон
Жёлтый неон, или двухполосый неон, или двухполосый хифессобрикон (лат. Hyphessobrycon bifasciatus) — вид пресноводных лучепёрых рыб семейства харациновых, обитающая в прибрежных реках южной Бразилии от Эспириту-Санту до Риу-Гранди-ду-Сул и в верхнем течении Параны.

## Описание
Рыба длиной примерно 5 см (самки меньше) очень похожа на огненную тетру (H. flammeus). Тело высокое, сжатое с боков. Основной цвет блестящий серебристый, желтоватый или зеленоватый. За жаберной крышкой заметны два удлинённых, слегка выступающих пятна. Боковая линия подчёркнута тёмным рисунком. Плавники серые, окантовка спинного и анального плавников белая. Плавники мальков красные.
Жёлтый неон часто страдает от личинок (церкарий) трематод (Digenea). Рыбы обволакивают паразитов выделениями гуанина, что придаёт рыбам интенсивную золотистую окраску и делает их интересными для аквариумистики. При разведении в аквариуме этот золотистый блеск пропадает.